# Bistum Isola
Koordinaten: 39° 15′ N, 16° 49′ O
Das Bistum Isola (adj. Insulanensis) war eine Diözese der römisch-katholischen Kirche mit Sitz in der Stadt Isola di Capo Rizzuto in der Provinz Crotone in der Region Kalabrien (Italien). Das Bistum existierte wahrscheinlich bereits im 9. Jahrhundert als Suffraganbistum des Metropolitansitzes Santa Severina. 1818 wurde das Bistum aufgelöst und das Bistumsgebiet in das Bistum Crotone eingegliedert. In der Tradition des alten Bischofssitzes wurde 1968 das Titularbistum Isola begründet.

## Lage
Das Bistumsgebiet umfasste am Ende des 18. Jahrhunderts nur die Städte und Dörfer Forgiana, Isola, Le Castella, Sant'Anna und San Leonardo, d. h. das heutige Stadtgebiet von Isola di Capo Rizzuto plus San Leonardo di Cutro.
Bischofskirche (Kathedrale, auch Duomo genannt) war die der Santa Maria Assunta geweihte Kirche. Der Dom war auch die einzige Pfarrei der Bischofsstadt. Im Dombezirk haben sich noch der alte Bischofspalast (16. Jahrhundert und älter) sowie der neue Bischofspalast (16. bis 18. Jahrhundert) erhalten.

## Geschichte
Das Bistum Isola existierte sehr wahrscheinlich schon im 9. Jahrhundert. Es erscheint zum ersten Mal schriftlich in der Notitia Episcopatuum des Patriarchats von Konstantinopel aus der Zeit von Kaiser Leo VI. vom Beginn des 10. Jahrhunderts. Es unterstand damals dem Erzbistum Santa Severina als Suffraganbistum.
Ab Mitte des 11. Jahrhunderts wurde Kalabrien und damit auch Isola von den Normannen erobert. Das Erzbistum Santa Severina und das Bistum Isola wurden nun Rom unterstellt. 1149 bestätigte Papst Eugen III. dem Bischof von Isola seine Rechte und Privilegien; die Bestätigung wurde 1175 von Papst Alexander III. wiederholt.
Auf dem Gebiet der Diözese besaßen einige große kalabrische Abteien große Grangien: Santa Maria del Patire (bei Rossano), Santa Maria di Corazzo, Santa Maria di Carrà, San Nicola di Forgiano, San Nicola de Maglioli (im Bistum Squillace), San Leonardo und Santo Stefano. Sie zahlten einen jährlichen Zins an den Bischof. An Mariä Himmelfahrt am 15. August hatten die Äbte die Pflicht, an der Feier der Liturgie im Dom teilzunehmen.
Die Liste der Bischöfe weist Unsicherheiten auf. So wird der erste Bischof (nach Ughelli) heute als Bischof von Fiesole angesehen und nicht von Isola. Andere Bischöfe des 12. Jahrhunderts (Vurnaro, Luca, Tasimeo, Teodoro) erscheinen in Urkunden unter dem Titel Privilegia sacri episcopatus civitatis Insulae, die nach Dieter Girgensohn gefälscht sind. Norbert Kamp gibt jedoch zu bedenken, dass der Fälscher damals noch echte Urkunden als Vorlagen gehabt haben könnte und dass die erwähnten Personen (und Bischöfe) nicht völlig aus der Luft gegriffen sind. Der erste sicher in Isola amtierende Bischof ist der Hl. Luca di Melicuccà.
Mit der Bulle De Utiliori vom 27. Juni 1818 von Papst Pius VII. wurde das Bistum Isola aufgehoben und in das Bistum Crotone inkorporiert. Das Bistum Crotone war damals ein Suffraganbistum des Erzbistums Santa Severina. 1986 wurden das Erzbistum Santa Severina und das Bistum Crotone zum Erzbistum Crotone-Santa Severina vereinigt. 1968 wurde in der Tradition des alten Bischofssitzes Isola das Titularbistum Isola geschaffen.

## Bischöfe
| Bischof/Verwalter | Amtszeit/Nachweis                                                                   | Sonstige Ämter und Bemerkungen |
| --- | ----------------------------------------------------------------------------------- | --- |
| Luca/Lucas/Luca di Melicuccà | 1092 bis † 10. Dezember 1114                                                        | Heiliger und byzantinischer Mönch der nach Ughelli und Gams vermeintlich erste Bischof Arnulphus war Bischof von Fiesole |
| ?Giovanni/Joannes | erwähnt 1128                                                                        | erwähnt in einer gefälschten Urkunde |
| ?VurnarusVurnaro | erwähnt1149                                                                         | erwähnt in einer gefälschten Urkunde |
| ?Tasimeus/Tasimacus/Tasimeo | erwähnt 18. Oktober 1149                                                            | erwähnt in einer gefälschten Urkunde |
| ?Theodorus | 1175                                                                                | erwähnt in einer gefälschten Urkunde, der Fälscher könnte aber auf echte Traditionen zurückgegriffen haben nicht erwähnt von Cappelletti. |
| Petrus/Pietro | 1179                                                                                | nahm 1179 am Dritten Laterankonzil teil |
| Anonymus | erwähnt 1200                                                                        | |
| Anonymus | erwähnt um 1206                                                                     | |
| Anonymus | erwähnt 1215                                                                        | nahm 1215 am Vierten Laterankonzil teil, er war damals gerade neu gewählt |
| Anonymus | erwähnt 22. Juni 1256                                                               | der für die Jahre 1239 bis 1245 genannte Bischof Matthaeus war Bischof von Ischia |
| Anonymus | vor 1274 bis nach 1280                                                              | |
| Richardus/Ricardus | 29. Oktober 1283 bis 1296                                                           | 1290 stellte er in Orvieto zusammen mit neun anderen Erzbischöfen und Bischöfen eine Sammelindulgenz für das Basler Münster aus. 1296 stellte er in Rom zusammen mit zwei Erzbischöfen und mit weiteren 10 Bischöfen eine Sammelindulgenz für die Kirche in Oschersleben aus.                                             |
| Stefano/Stephanus | 1295                                                                                | |
| Ilario/Hilarius | 1297                                                                                | |
| Pietro/Petrus | 1311 bis 1322                                                                       | |
| Franciscus/Francesco | ? bis † 1349                                                                        | fehlt in CH |
| Petrus de Corono/Petrus de Cotrono/Pietro de Corone/Pietro Cotrono                                                                           | 1. Oktober (gewählt)/7. Oktober 1349 bis † ?                                        | bei Cappelletti und Gams folgt nun ein Bischof Bernardo/Bernardus (? bis 29. Juni 1354), der 1354 zum Bischof von Santa Giusta auf Sardinien ernannt wurde. Er war aber nicht Bischof von Isola, sondern von den Insularum fortunatarum (Kanarische Inseln). Das Bistum Insularum fortunatarum war 1351 gegründet worden. |
| Constantinus | 15. November 1363 bis † ?                                                           | nicht in Cappelletti, dafür sind zwei Bischöfe Nicolò und Giovanni aufgeführt, fehlt in CH |
| Petrus/Petrus Amuloga de Catanzario/Pietro Amuloya                                                                                           | 30. Dezember 1388 bis ?                                                             | Ughelli, Cappelletti und Gams führen hier nach Bischof Petrus noch zwei weitere Bischöfe Nicolò/Nicolaus und Giovanni/Joannes auf, die Eubel nicht akzeptiert |
| Antonius/Antonio/Antonio de Rossi | 4. Januar 1402 bis 2. Oktober 1402                                                  | war vorher Bischof von Gravina, wurde 1402 zum Bischof von Isernia ernannt, 1404 zum Bischof von Terracina |
| Gualterus/Gualterius/Gualtiero | 11. Januar 1413 bis † ?                                                             | OP, Schisma/Gegenbischof, Gams: 1410 bis 1413 bei Ughelli und Cappelletti folgt hier noch ein Bischof Petrus/Pietro |
| Sedisvakanz | 1413 bis 1422                                                                       | |
| Francisco de Arceriis/Francesco degli Acerri/Franciscus/Franciscus de Arceriis/Francesco de Arceriis                                         | 14. Januar 1422 bis 8. Oktober 1425                                                 | resignierte das Amt, Apostolischer Administrator, war zugleich Bischof von Squillace, fehlt in Cappelletti |
| Nicolò/Nicolaus/Nicolaus de Alettis/Nicola Aletti                                                                                            | 8. Oktober 1425/15. Juli 1426 bis † 1437                                            | war vorher Kantor des Domkapitels von Crotone |
| Crucettus/Crucetto/Cruchetti/Crucitus/Crucettus de monte s. Petri/Crucheto                                                                   | 17. Januar 1437/26. August 1437 bis 27. Januar 1444                                 | OFM, wurde 1444 zum Bischof von Crotone ernannt |
| Nicola Antonio Morano/Nicolò Antonio/Nicolaus Antonius/Nicolaus Antonio/Nicolaus Antonii de Calabria                                         | 24. September 1445/8. Oktober 1445 bis 1445                                         | OP (oder OFM?), resignierte das Amt, fehlt in CH |
| Martinus/Martino | 1446 bis 28. Mai 1451                                                               | wurde 1451 zum Bischof von Martirano ernannt, bei Ugelli, Cappelletti und Gams folgt hier ein Bischof Antonio/Antonius de Genoviso/Genovisio, der 1451 nach Martirano versetzt wurde. Nach Eubel war dieser Antonius schon seit 1446 Bischof von Martirano und wurde 1451 nach San Marco versetzt                         |
| Benedictus/Benedetto | 28. Mai 1451 bis 23. Juli 1451                                                      | vorher Abt des Klosters S. Maria de Melochis, nach Eubel ein Basilianerkloster in der Diözese Reggio Calabria, er wurde 1451 zum Bischof von Dragonara ernannt, nach Gams: 23. Juli 1451 bis 5. Januar 1452 |
| Joannes/Giovanni | 23. Juli 1451 bis † 1479                                                            | nach Gams soll dieser Joannes 1453 verstorben sein, danach fügen Ughelli, Cappelletti und er einen (aragonischen) Zisterzienser-Bischof Michele/Michael Cosal ein (Amtszeit: 27. Juni 1453 bis 1479). Eubel erwähnt diesen Michael mit keinem Wort.                                                                       |
| Bonadies/Bonadio/Bonadias de Negronibus/Bona Dies/Bonadies de Nigronibus/Bonadias de Nigronibus                                              | 4. Juni 1479 bis ?1487                                                              | Ughelli und Cappelletti fügen hier noch einen Bischof Joannes/Giovanni ein (Amtszeit: 2. Juni 1494 bis ?) |
| Angelus Castaldus/Angelo Castaldi/Angelus Castaldi/Angelus Castelicus (Castalsi)/Angelo Castalsi                                             | 28. Februar 1488 bis † 1508                                                         | |
| Caesar. Lambertini/Caesar Lambertinus/Cesare Lambertini                                                                                      | 22. September 1508/23. Februar 1509/ bis 8. Juni 1545                               | resignierte das Amt |
| Thomas Lambertini/Thomas Lambertinus/Tommaso Lambertini                                                                                      | 8. Juni 1545 bis † 1550                                                             | Neffe des Vorgängers |
| Honoratus Fascitellus/Honoratus Fascitelli/Onorato Fascitelli                                                                                | 30. Januar 1551 bis 1562                                                            | OSB, aus Neapel, resignierte das Amt |
| Annibal Caracciolus/ Hannibal Caraccioli/Annibale Caracciolo                                                                                 | 4. Mai 1562 bis † 4. Juli 1585                                                      | |
| Scipio Montalegrius/Scipio Montallegro (Montaltus)/Scipione Montalegrini/Scipione Montalegre (Montalto)                                      | 4. Juli 1586 bis † 1609                                                             | |
| Hieronymus Palazuolus/Hieronymus Palazuoli/Gerolamo Palazzolo/Girolamo Palazzuoli                                                            | 11. Februar 1609/11. Januar 1610/28. Februar 1610 (geweiht) bis † 1614              | aus Mailand, Doktor der Theologie |
| Andreas Justinianus/Andreas Justiniani/Andreas Iustinianus (Giustiniani)/Andrea Giustinian/Andrea Giustiniani                                | 24. November 1614 bis † 27. November 1617                                           | OP |
| Joannes Antonius de Maximis/Ioannes Antonius de Maximis (Massimo)/Gian Antonio de Maximis/Giovanni Antonio Massimo                           | 12. Februar 1618 bis † Februar 1622                                                 | |
| Ascanius Castanea/Ascanius Castaneus (Castagna)/Ascanio Castagna                                                                             | 8. August 1622/11. September 1622 (geweiht) bis † 16. Dezember 1627                 | |
| Alexander Bichius/Alexander Bichi/Alexander Bichius (Bichi)/Alessandro Bichi                                                                 | 5. Mai 1628 bis 9. September 1630                                                   | wurde 1630 zum Bischof von Carpentras ernannt, 1633 zum Kardinal ernannt |
| Franciscus Bibilia/Franciscus Biblia al. Bibilia/Francesco Biblia/Francesco Bibilia                                                          | 8. Januar 1631 bis † 1634                                                           | |
| Martinus Alferius/Martinus Alferi/Martinus Aliferus (Alfieri)/Martino Alfieri                                                                | 21. August 1634 bis 11. April 1639                                                  | wurde 1639 zum Erzbischof von Cosenza ernannt |
| Julianus Vivianus/Julianus Viviani/Iulianus Viviani/Giuliano Viviani                                                                         | 2. Mai 1639 bis † November 1640                                                     | war vorher Bischof von Salona |
| Antonius Cellius/Antonius Celli/Antonius Cellius (Celli)/Antonio Cellio/Antonio Celli                                                        | 6. September 1641/16. September 1641 (ernannt)/6. Oktober 1641 (geweiht) bis † 1645 | OP |
| Dominicus Carnovalis/Dominicus Carnovali/Dominicus Carnevalis (Carnevale)/Domenico Carnovali/Domenico Carnevale                              | 19. Februar 1646 bis † Dezember 1646                                                | |
| Jo. Baptista Morra/Johannes B. Morra/Ioannes Baptista Morra/Giambattista Morra/Giovanni Battista Morra                                       | 1. Juli 1647 bis † Oktober 1649 (Mitte Oktober 1648)                                | |
| Jo. Franciscus Ferrarius/Joannes Franciscus Ferrari/Ioannes Franciscus Ferrarius (Ferrari)/Gian Francesco Ferrari/Giovanni Francesco Ferrari | 2. Mai 1650/8. Mai 1650 (geweiht) bis † 1658                                        | |
| Carolus Rossius/Carolus Rossi/Carlo Rossi | 1. September 1659 bis † 9. September 1679                                           | |
| Franciscus Megale/Francesco Megale | 27. November 1679 bis † 4. November 1681                                            | |
| Franciscus Marinus/Franciscus Marini/Francesco Marino/Francesco Martini (Marini)                                                             | 25. Mai 1682 bis † Oktober 1715                                                     | |
| Dominicus Votta/Domenico Votta | 5. Dezember 1717/20. Dezember 1717 bis † Juni 1722                                  | |
| Petrus Aloysius del Mayo/Pietro Luisi/Pierluigi del Mayo                                                                                     | 23. September 1722 (bestätigt)/27. September 1722 (geweiht) bis 2. April 1749       | resignierte das Amt |
| Josephus Lancellotti/Giuseppe Lancellotti | 5. Mai 1749 (bestätigt)/11. Mai 1749 (geweiht) bis † 18. Januar 1766                | OFMConv |
| Michael Angelus Monticelli/Michelangelo Monticelli Michael Angelo Monticelli                                                                 | 21. Juli 1766 bis † 15. Mai 1798                                                    | |
| Sedisvakanz | 1798 bis 1818                                                                       | |